# Lissonota excelsa
Lissonota excelsa là một loài tò vò trong họ Ichneumonidae.